# King Records (Japón)
King Records Co., Ltd. (キングレコード株式会社 Kingu Rekōdo Kabushiki gaisha?) es una compañía discográfica japonesa fundada en enero de 1931 como una división de la editorial japonesa Kōdansha. 

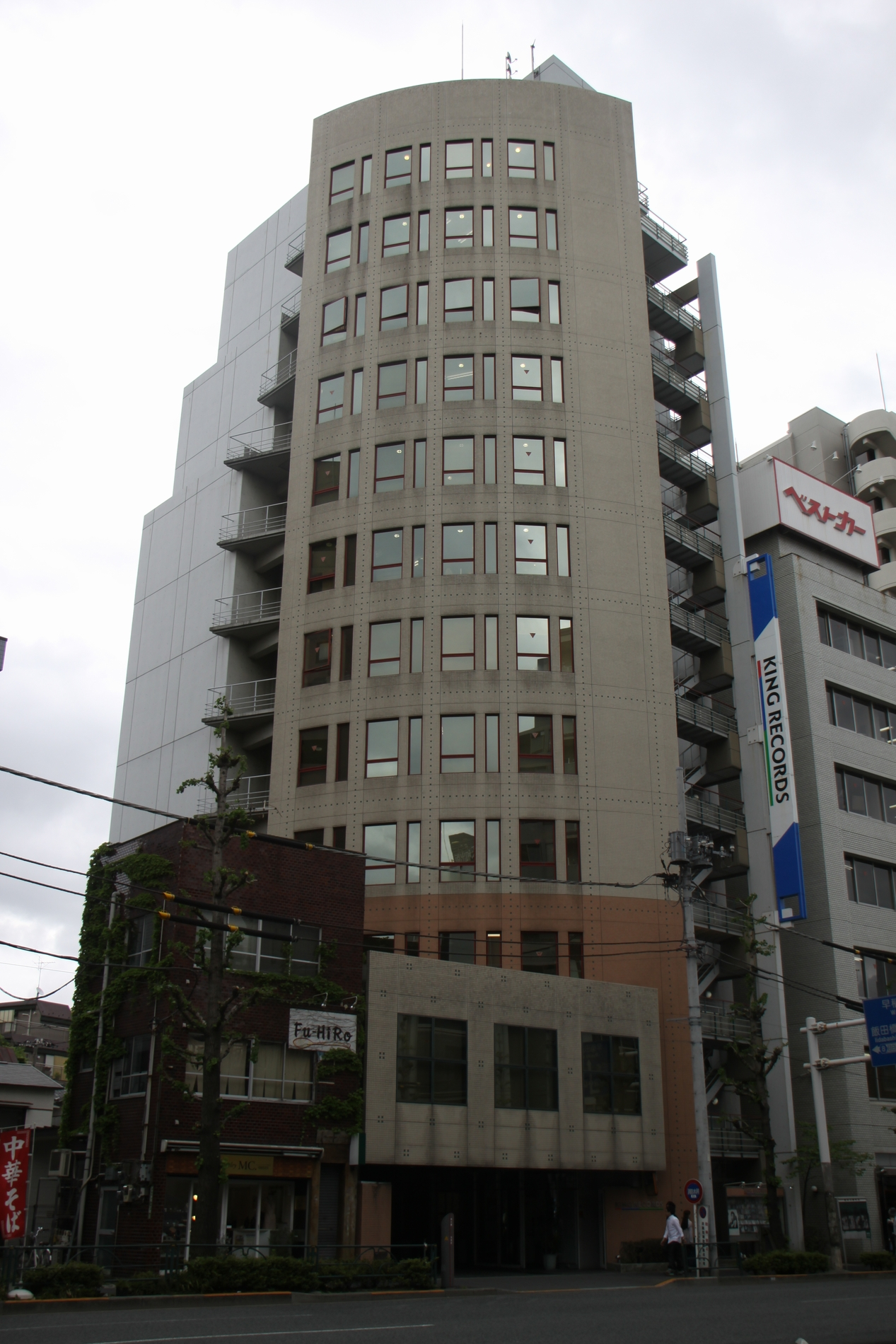
Oficina central de King Records

Inicialmente comenzó a operar como una entidad independiente en la década de 1950. Más tarde se convirtió en parte del Grupo Otowa. Hoy, King Records es una de las compañías discográficas más grandes de Japón, propiedad de una entidad multinacional. Su sede se encuentra en Bunkyō, Tokio.

## Sub-Etiquetas
Su sello Starchild, administrado por el productor de animación Toshimichi Ōtsuki, se especializa en música de anime y cine. King Records también distribuye las etiquetas de propiedad y operación de Up-Front Works, Piccolo Town y Rice Music, y también lanzó videojuegos para las computadoras PC-88, Famicom y MSX2. El 1 de febrero de 2016, King Records reestructuró Starchild y lo renombró "King Amusement Creative".
Paddle Wheel Records es una división de King Record Co.
You! Be Cool es la sub-etiqueta oficial de AKB48.
Venus-B es la impronta oficial de música urbana de la compañía.
Evil Line Records es una nueva división del sello, establecida en abril de 2014, y tiene entre sus filas a artistas como Momoiro Trébol Z y Meg, entre otros.
Nexus es la división del sello especializada en música metal/underground de Japón también en el extranjero. Los artistas notables en su etiqueta son Earthshaker, entre otros.
Seven Seas es la división del sello que enfoca la música mundial de artistas extranjeros en muchos géneros.

## Artistas notables
- FERXXO
- GFriend
- B.A.P
- Bolbbalgan4
- Stomu Yamashita
- Matenrou Opera
- Inoran
- Kana Uemura
- Nogod
- Takeshi Terauchi
- Miho Nakayama
- Hiroko Moriguchi
- AKB48 (You!, Be Cool)
- Tomomi Itano
- Atsuko Maeda
- Momoland
- Miss Monochrome
- Aice5 (Evil Line)
- Earphones (Evil Line)
- Hipnosis Mic (Evil Line)
- Momoiro Clover Z (Evil Line, anteriormente Starchild)
- MEG (Evil Line)
- Lynch.
- Theatre Brook
- Haruka Fukuhara
- Sawa (Bellwood)
- Park Junyoung
- Jan Linton (como dr jan gurú) "Planet Japan"
- Rock Un Japonica (Evil Line)
- Senri Kawaguchi
- Block B
- Lil'B
- Nana Mizuki
- Mamoru Miyano
- Suneohair (King Amusement Creative)
- Ryoko Shiraishi (King Amusement Creative)
- angela (King Amusement Creative)
- Ai Nonaka (King Amusement Creative)
- Yoko Takahashi (King Amusement Creative)
- Soichiro Hoshi (King Amusement Creative)
- Sumire Uesaka (King Amusement Creative)
- Inori Minase (King Amusement Creative)
- Shōta Aoi (King Amusement Creative)
- Yui Ogura (King Amusement Creative)
- Satomi Satō (King Amusement Creative)
- Yūma Uchida (King Amusement Creative)
- Yui Horie (King Amusement Creative)
- Niji no Conquistador (King Amusement Creative)
- B2toma! (King Amusement Creative)
- AMATSUKI

## Artistas anteriores
- A9 (2005-2010; a Tokuma Shoten)
- CHAGE and ASKA (1985-1999; a EMI Music Japan)
- Eri Kitamura (2011-2016; a TMS Music)
- Kagrra,
- Masumi Asano
- Mikako Komatsu (2012-2016; a Toy's Factory)
- Megumi Hayashibara (1991-2019; freelance)
- Masami Okui (1993-2004; a Geneon hasta que 2011 cuando firmó con Lantis)
- Azusa Michiyo
- Minori Chihara (2004)
- Neko Jump (2006-2011; Exsocio de Kamikaze en el extranjero)
- Sound Horizon a Pony Canyon
- The Pillows (1994-2006; a Avex trax)
- The Gazette (2005-2010; a Sony Music Entertainment Japan)
- Two-Mix (1995-1998; a Warner Music Group)
- YuiKaori
- Yui Sakakibara A 5pb. Records
- Yukari Tamura
- Yūko Ogura